# تاوروس

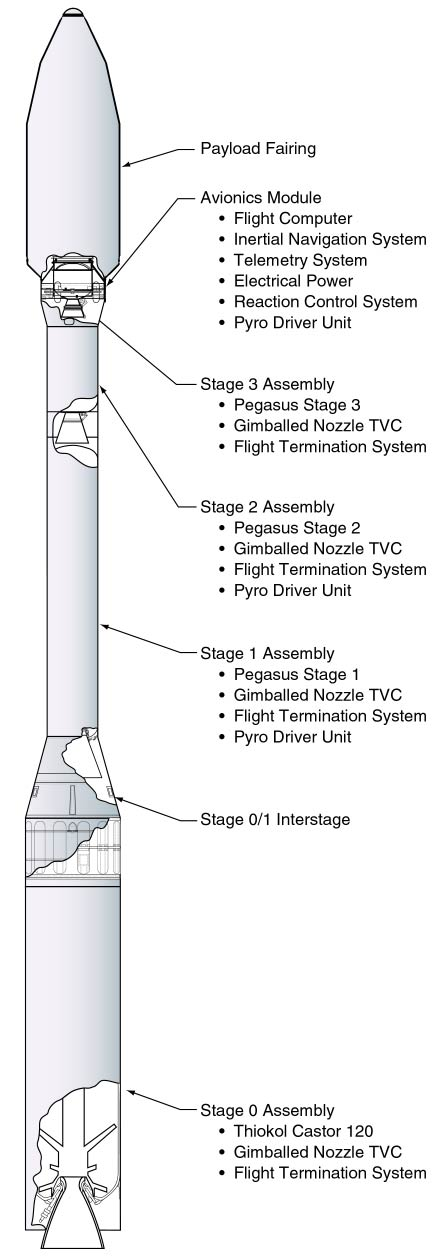

تاوروس (به انگلیسی: Taurus) یکی از موشک های مورد استفاده ناسا است.
این پرتابگر ۴ مرحله ای ساخت شرکت اوربیتال ساینسز کورپوریشن (Orbital Sciences Corporation) است و در سال ۱۹۹۴ به بازار آمد.